# Torroella de Montgrí
Torroella de Montgrí ist eine Gemeinde in der Comarque Baix Empordà, in der Provinz Girona, Katalonien, Spanien.

## Geographie
Der Stadtkern von Torroella liegt auf der ampurdanischen Ebene, am Fuße des Bergmassivs Montgrí (daher der Name) und am nördlichen Ufer des Flusses Ter. Der Ort ist nicht zu verwechseln mit dem etwa 15 km nordwestlich liegenden Torroella de Fluvià, das am Fluvià liegt.

## Ortsaufbau
Der Ort erhielt 1273 die Marktrechte und wurde systematisch angelegt, worauf das schachbrettartige Straßenmuster hinweist. Der historische Ortskern aus dem Mittelalter, der von einer Stadtmauer umgeben war, ist noch erhalten. Es gibt die
Kirche Sant Genís und Reste der Burg El Mirador. Von der ehemaligen Stadtbefestigung sind heute noch ein Turm, der Torre de les Bruixes, das Stadttor Santa Caterina und ein Teil der Stadtmauer vorhanden. Als Stadtzentrum hat sich die von Arkadengängen gesäumte Plaça Major gebildet.

## Geschichte
Am 27. Mai 1694 fand in Torroella de Montgrí zwischen Spanien und Frankreich die Schlacht am Fluss Ter (auch Schlacht von Torroella genannt) statt. Im Zusammenhang mit dem Pfälzischen Erbfolgekrieg (1688–1697) standen sich der Herzog von Noailles mit 24.000 Mann und der Juan Manuel Fernández Pacheco mit 16.000 – 24.000 Mann gegenüber. Die Schlacht wurde zugunsten Frankreichs entschieden.

## Sehenswertes

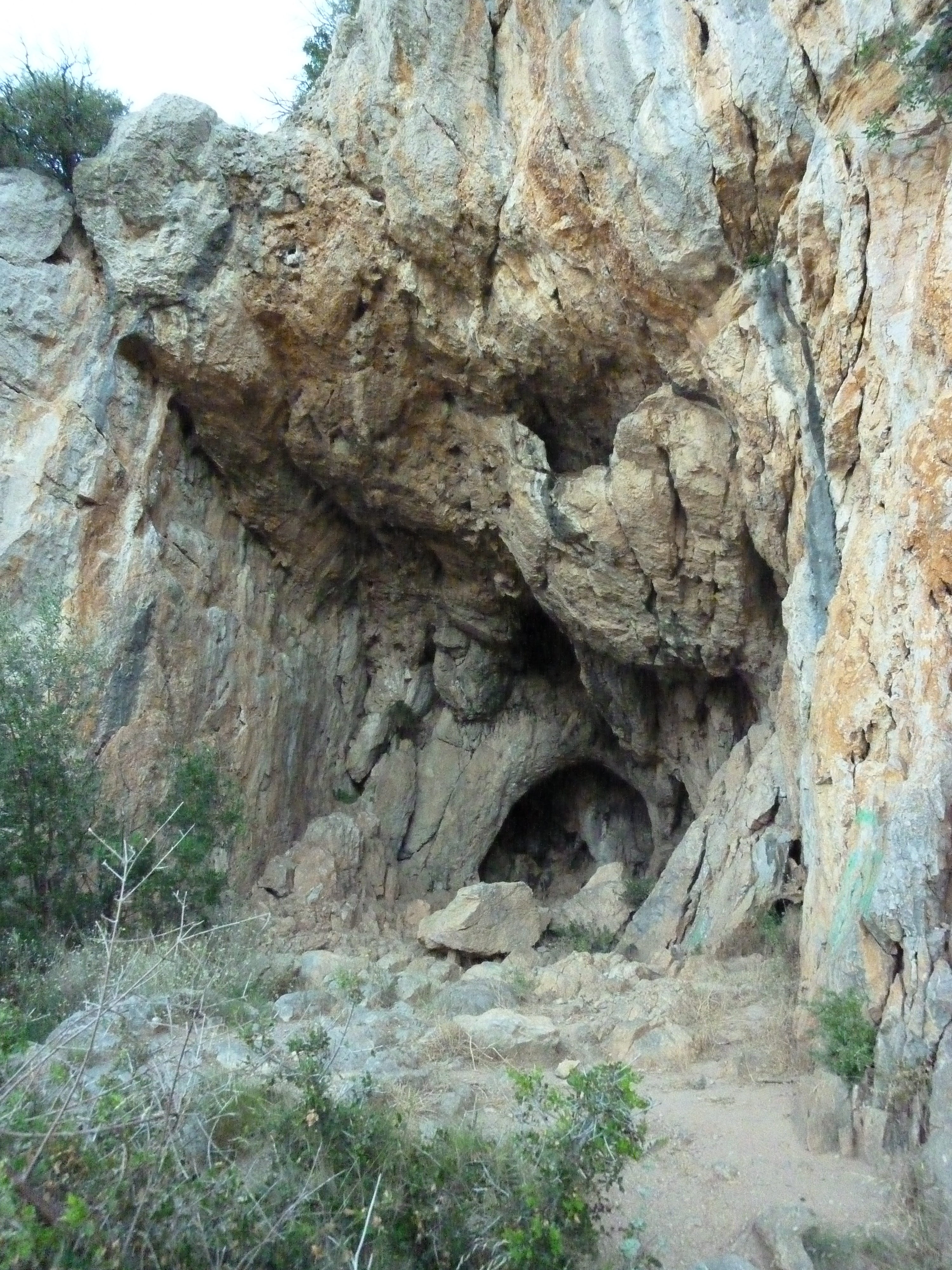
Cau del Duc über Torroella de Montgrí

- Brücke über den Fluss Ter, die Reste der alten Stadtmauern enthält
- mittelalterlicher Stadtkern
- unvollendete Burg Castell Montgrí aus dem ausgehenden 13. Jahrhundert auf dem Gipfel des Berges Montgrí
- Sanddünen im Südwesten des Berges Montplà
- Meeresbuchten und Steilküste mit Calas zwischen L’Estartit und L’Escala
- Naturschutzgebiet des Massís del Montgrí zwischen L'Estartit und L'Escala
- Cau del Duc, Karsthöhle
- Illes-Medes-Inselgruppe

## Märkte und Feste

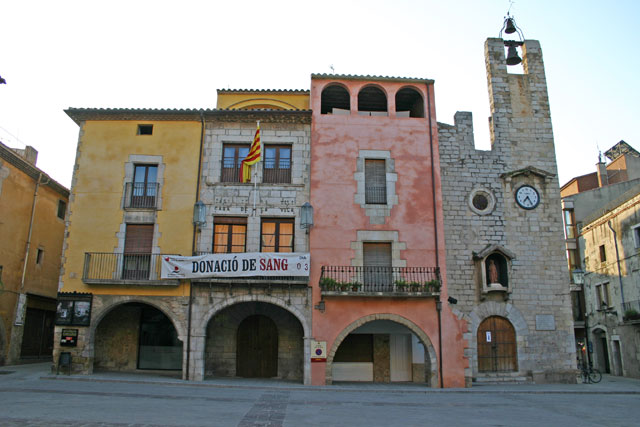
Zentraler Platz Plaça de la Vila

Das Hauptfest von Torroella findet zu Ehren des Schutzpatrons Sant Genís am 26. August statt. Die Fira de Sant Andreu (eine Art Jahrmarkt) wird am letzten Wochenende im November gefeiert und ist eine der ältesten und traditionsreichsten Fires in ganz Katalonien mit einer Geschichte, die über 600 Jahre zurückreicht. Außerdem findet jeden Montag ein Markt statt.

## Sonstiges
Der stark touristisch geprägte Nachbarort l’Estartit an der Costa Brava, der sich unter der Verwaltungshoheit von Torroella befindet, hat etwa ab dem Jahr 2000 die verwaltungsrechtliche Unabhängigkeit von Torroella beantragt. Das wurde jedoch verweigert und führte zu vielerlei Diskussionen.

## Städtepartnerschaft
- Torreilles im Département Pyrénées-Orientales, (Frankreich)

## Persönlichkeiten
- Benet Julià i Ros (1727–1787), Ordensgeistlicher, Organist und Komponist
- Juan Batlle Planas (1911–1966), Künstler des Surrealismus